# Nothia
Nothia es un género de foraminífero bentónico de la subfamilia Bathysiphoninae, de la familia Rhabdamminidae, de la superfamilia Astrorhizoidea, del suborden Astrorhizina y del orden Astrorhizida. Su especie tipo es Rhizammina grilli. Su rango cronoestratigráfico abarca desde el Senoniense hasta el Maastrichtiense (Cretácico superior).

## Discusión
Clasificaciones previas incluían Nothia en el suborden Textulariina del orden Textulariida.

## Clasificación
Nothia incluye a las siguientes especies:
- Nothia grilli †
- Nothia latissima †
- Nothia robusta †
- Nothia excelsa †